# ۵۳۶ (خورشیدی)
۵۳۶ پانصد و سی و ششمین سال هجری خورشیدی است.